# 夏侯始昌
夏侯始昌（？—？），西汉时期经学家，魯国（今山东省曲阜市）人。

## 生平
夏侯始昌通《五经》，教授《齐诗》、《尚书》。自董仲舒、韩婴死后，汉武帝得到了夏侯始昌，非常看重他。夏侯始昌明于阴阳，先言柏梁台有灾，如期之日果然有灾。当时，昌邑王刘髆以少子被汉武帝宠爱，汉武帝为他选师，夏侯始昌为昌邑王太傅。夏侯始昌年老，以寿终。族子夏侯胜也是以儒显名。

## 延伸阅读
[在维基数据编辑]
 《漢書/卷075》，出自班固《漢書》